# Liste der Flughäfen in Kenia
Diese Liste der Flughäfen in Kenia führt zivile und militärische Flughäfen im ostafrikanischen Staat Kenia geordnet nach Ort auf.
| Ort                    | ICAO-Code | IATA-Code | Name des Flughafens                                              |
| ---------------------- | --------- | --------- | ---------------------------------------------------------------- |
|                        |           |           |                                                                  |
| Zivile Flughäfen       |           |           |                                                                  |
| Amboseli               | HKAM      | ASV       | Flughafen Amboseli                                               |
| Bamburi                |           | BMQ       | Flughafen Bamburi                                                |
| Bungoma                | HKBU      |           | Flughafen Bungoma                                                |
| Bura                   | HKBR      |           | Flughafen Bura Ost                                               |
| Busia                  | HKBA      |           | Flughafen Busia                                                  |
| Eldoret                | HKEL      | EDL       | Flughafen Eldoret                                                |
| Eliye Springs          | HKES      | EYS       | Flughafen Eliye Springs                                          |
| Embu                   | HKEM      |           | Flughafen Embu                                                   |
| Garba Tula             | HKGT      |           | Flughafen Garba Tula                                             |
| Garissa                | HKGA      | GAS       | Flughafen Garissa                                                |
| Hola                   | HKHO      | HOA       | Flughafen Hola                                                   |
| Homa Bay               | HKHB      |           | Flughafen Homa Bay                                               |
| Isiolo                 | HKIS      |           | Flughafen Isiolo                                                 |
| Kakamega               | HKKG      |           | Flughafen Kakamega                                               |
| Kakuma                 | HKKM      |           | Flughafen Kakuma                                                 |
| Kalokol                | HKFG      | KLK       | Flughafen Kalokol                                                |
| Kericho                | HKKR      | KEY       | Flughafen Kericho                                                |
| Kilaguni               | HKKL      | ILU       | Flughafen Kilaguni                                               |
| Kimwarer               |           | KRV       | Flughafen Kerio Valley                                           |
| Kisii                  | HKKS      |           | Flughafen Kisii                                                  |
| Kisumu                 | HKKI      | KIS       | Flughafen Kisumu                                                 |
| Kitale                 | HKKT      | KTL       | Flughafen Kitale                                                 |
| Kiwayu                 |           | KWY       | Flughafen Kiwayu                                                 |
| Lake Baringo           | –         | LBN       | Flughafen Lake Baringo                                           |
| Lamu                   | HKLU      | LAU       | Flughafen Manda                                                  |
| Lewa Downs             |           |           | Flughafen Lewa                                                   |
| Lodwar                 | HKLO      | LOK       | Flughafen Lodwar                                                 |
| Loitokitok             | HKLT      |           | Flughafen Loitokitok                                             |
| Lokichoggio            | HKLK      | LKG       | Flughafen Lokichoggio                                            |
| Lokitaung              | HKLG      |           | Flughafen Lokitaung                                              |
| Loiyangalani           | HKLY      | LOY       | Flughafen Loiyangalani                                           |
| Mackinnon Road         | HKMR      |           | Flughafen Mackinnon Road                                         |
| Magadi                 | HKMG      |           | Flughafen Magadi                                                 |
| Makindu                | HKMU      |           | Flughafen Makindu                                                |
| Malindi                | HKML      | MYD       | Flughafen Malindi                                                |
| Mandera                | HKMA      | NDE       | Flughafen Mandera                                                |
| Maralal                | HKMI      |           | Flughafen Kisima                                                 |
| Marsabit               | HKMB      | RBT       | Flughafen Marsabit                                               |
| Masai Mara             | HKKE      | KEU       | Flugplatz Keekorok                                               |
| Masai Mara             |           | MRE       | Flughafen Mara Serena                                            |
| Meru-Nationalpark      | HKMK      |           | Flughafen Mulika Lodge                                           |
| Mombasa                | HKMO      | MBA       | Flughafen Mombasa                                                |
| Moyale                 | HKMY      | OYL       | Flughafen Moyale Lower                                           |
| Mtito Andei            | HKMT      |           | Flughafen Mtito Andei                                            |
| Nairobi                | HKJK      | NBO       | Flughafen Jomo Kenyatta International (ehemals Embakasi Airport) |
| Nairobi                | HKNW      | WIL       | Flughafen Nairobi Wilson International                           |
| Naivasha               | HKNV      |           | Flughafen Naivasha                                               |
| Nakuru                 | HKNK      | NUU       | Flughafen Nakuru                                                 |
| Nanyuki                | HKNY      | NYK       | Flughafen Nanyuki                                                |
| Narok                  | HKNO      |           | Flughafen Narok                                                  |
| Nyeri                  | HKNI      | NYE       | Flughafen Nyeri                                                  |
| Samburu                | HKSB      | UAS       | Flughafen Samburu                                                |
| Voi                    | HKVO      |           | Flughafen Voi                                                    |
| Wajir                  | HKWJ      | WJR       | Flughafen Wajir                                                  |
| Militärische Flughäfen |           |           |                                                                  |
| Nairobi                | HKRE      |           | Moi Air Base (ehemals Eastleigh Airport)                         |